# Cisvestitismus
Cisvestitismus je chorobná záliba v oblékání genderově příslušných, jinými charakteristikami však nepřiměřených, nepříslušných šatů. Může jít například o oděvy jiné věkové, národnostní či profesní skupiny. Termín použil ve svém německém textu „Lexikon des gesamten Sexuallebens“ z roku 1914 lékař a aktivista Ernst Burchard.